# Thất vọng về tình dục
Thất vọng về tình dục, hay căng thẳng vì thiếu tình dục, là một cảm giác bất mãn bắt nguồn từ sự mâu thuẫn giữa ham muốn và nhu cầu có được quan hệ tình dục của một người. Nguyên nhân có thể là kết quả của các rào cản về thể chất, tinh thần, cảm xúc, xã hội và tôn giáo hoặc tâm linh. Nó cũng có thể xuất phát từ việc không được thỏa mãn trong quan hệ tình dục, có thể là do các vấn đề như anorgasmia (không có khả năng đạt cực khoái trong quan hệ tình dục), anaphrodisia (tình trạng không có tình dục), xuất tinh sớm, xuất tinh chậm, rối loạn cương dương, hoặc không tương hợp hoặc không thống nhất trong ham muốn tình dục. 
Sự thất vọng về tình dục có thể nguyên nhân từ việc một cá nhân thiếu một hoặc nhiều cơ quan cần thiết để đạt được sự phóng thích tình dục. Điều này có thể xảy ra khi một người đàn ông được sinh ra mà không có dương vật hoặc bị cắt bỏ, hoặc khi âm vật của phụ nữ bị cắt bỏ vì lý do văn hóa hoặc y tế.
Độc thân không tự nguyện là một dạng của sự thất vọng về tình dục. Các phương pháp lịch sử để đối phó với sự thất vọng về tình dục bao gồm nhịn ăn và uống loại thuốc làm mất tình dục.